# Neopsylla secura
Neopsylla secura är en loppart som beskrevs av Rothschild 1915. Neopsylla secura ingår i släktet Neopsylla och familjen mullvadsloppor.

## Underarter
Arten delas in i följande underarter:
- N. s. secura
- N. s. kashmirensis
- N. s. separata